# Maurice Rouneau
Maurice Henri Rouneau (24 mars 1904 - Rennes, avril 1984), alias Martin Rendier pendant la Seconde Guerre mondiale et devenu pour cette raison Maurice Rouneau-Rendier après la guerre, est un imprimeur  belge qui opéra en France dans plusieurs réseaux de Résistance : le réseau Victoire, qu’il créa en avril 1942, à Agen, et dirigea jusqu’en novembre 1942 ; le réseau Hilaire-Wheelwright du SOE, dans lequel il travailla aux côtés du chef de réseau George Starr de novembre 1942 à octobre 1943 ; le réseau Adolphe-Racketeer, qu’il créa en avril 1944 et dirigea, en Bretagne, jusqu’à la Libération.

## Identités
Né Maurice Henri Rouneau, il utilisa différents alias selon les réseaux ou missions. Il fut ainsi : Albert dans le réseau Victoire, Galles  dans le réseau Wheelwright, Martin Rendier, dans Adolphe et Racketeer en tant qu'agent du SOE. Il a reçu l'assimilation au grade de capitaine.

## Éléments biographiques
Maurice Rouneau naît le 24 mars 1904 à Awans (Belgique). Devenu ingénieur des Arts et Métiers, il exerce le métier d’imprimeur à Arras.
En 1940, lors de l’attaque allemande, il est résolu à ne jamais accepter de vivre sous le joug allemand. Recherché par la Gestapo, il quitte Arras et entre en clandestinité en se réfugiant à Lille. Il réside ensuite à Béthune, en zone interdite, sous le pseudonyme de Martin Rendier. 

### Réseau Victoire
En mars 1941, il passe en zone occupée puis en zone libre et s'installe à Pau, où il est employé d’imprimerie. Un an plus tard, avec le sergent-chef Pierre Wallerand, il jette les bases d’un réseau qu’ils appellent Victoire. Le recrutement débute au sein de l’unité de Wallerand, le 150e régiment d’infanterie, à Agen, puis à Marmande et à Cahors. Il s’étend rapidement à des civils, particulièrement aux Alsaciens-Lorrains réfugiés dans le sud-ouest (chef de secteur : Maurice Jacob). Maurice Rouneau entre en contact avec Henri Sevenet « Rodolphe », agent du SOE, grâce auquel le réseau va pouvoir s’étendre géographiquement et obtenir des parachutages d'armes. L’extension couvre plusieurs départements : Gers, Lot-et-Garonne, Gironde, Dordogne, Landes, Hautes-Pyrénées, Basses-Pyrénées. Rouneau recueille aussi des agents des services spéciaux, des officiers et des aviateurs alliés qui veulent regagner le Royaume-uni et il assure leur passage à la frontière pyrénéenne et retour par l’Espagne vers les bases alliées. Il assure en outre personnellement la liaison avec des groupes de résistance de la région lyonnaise et de Haute-Savoie, et il organise des parachutages dans ces régions. Au moment où les Allemands envahissent la zone libre, Maurice Rouneau se réfugie à Castelnau-sur-l’Auvignon (Gers). C’est dans ce village que, le 22 novembre 1942, George Starr, qui vient d’arriver dans le Gers pour créer et diriger le réseau action Hilaire-Wheelwhright, installe son PC. Maurice Rouneau lui rattache son réseau Victoire, les parachutages peuvent commencer. 

### Au sein du SOE: Adolphe-Racketeer
À la suite du démantèlement de plusieurs réseaux, George Starr décide, pour une question de sécurité, de faire partir Maurice Rouneau en Angleterre en 17 octobre 1943 par les Pyrénées ; après avoir été interné à Viella (Lérida), il est parvient à rejoindre Gibraltar, et de là, l'Angleterre par avion à la fin de décembre 1943. Après une période d'entraînement au Royaume-Uni pour devenir agent secret du SOE (section F), Maurice Rouneau, volontaire pour retourner en France, est désigné en 1944 pour créer et diriger le réseau Adolphe-Racketeer en Bretagne, en remplacement du réseau Oscar-Parson de François Vallée qui a été démantelé par les Allemands au début de l’année. Selon Michael R. D. Foot, « la Bretagne est une région difficile pour la section F : d’une part, parce que d’autres services secrets désiraient la monopoliser — des centaines d’aviateurs abattus passaient par là pour rentrer au pays —, d’autre part parce que la section DF ne souhaitait pas voir pâtir sa filière VAR de la vigilance policière accrue que la présence d’un réseau opérationnel ne manquerait pas de susciter, et enfin parce que les maquis FTP y étaient très actifs et que leurs chefs n’étaient guère enclins à sympathiser avec les Britanniques. »

Description de la mission
« […] Dans le bureau du major B-P s’étalait une immense carte murale de France.
Le débarquement doit se faire par ici (l’index du commandant indique le pied du Cotentin) et aussi probablement de ce côté-là (l’index revient se promener aux environs de Saint-Nazaire).
— Premier objectif probable : couper les presqu’îles, dont celle de Bretagne, qui est la plus importante. Les Allemands, pour parer à toute opération offensive sur les côtes françaises, ont massé ici, à l’ouest de Rennes  — très exactement autour de Guer —, d’importantes forces blindées. De là, ils pourraient en effet se porter sur les côtes de la Manche ou sur celles de l’Atlantique. Leurs Panzer pourraient être acheminés, soit par route, soit par fer. Mais pour des raisons de rapidité, de commodité et d’économie de carburant, ils choisiront vraisemblablement ce dernier moyen. C’est à cette intention qu’ils ont aménagé de façon toute particulière la petite gare de Guer, leur permettant de rejoindre les grandes lignes. Il vous faudra ainsi opérer les coupures de voies entre Guer et Rennes, Guer-Messac, Guer-Ploërmel et, par mesure de précaution, entre Messac-Rennes, Messac-Redon et Ploërmel-La Brohinière. Fractionnez les voies ferrées en plusieurs endroits sur la même ligne, de façon à rendre des réparations rapides impossibles. […] Il faudra aussi détruire à l’ennemi le maximum de carburant pour qu’il ne puisse pas partir par la route. En bref, vous devez tout faire pour que les blindés allemands ne puissent atteindre le front avant le cinquième jour qui suivra le débarquement. Cela, c’est le travail indispensable. Ensuite, vous devrez essayer de couper les réseaux téléphoniques et spécialement la ligne directe Brest-Berlin, installée par les Allemands. C’est tout. Comme matériel, dès que vous aurez trouvé des terrains de parachutage, nous vous enverrons surtout des explosifs, quelques fusils-mitrailleurs et mitraillettes et des pistolets silencieux. N’oubliez pas qu’il s’agit d’opérations de sabotage pour lesquelles il vous faudra un personnel réduit, mais décidé…  »
Rouneau est infiltré par bateau dans la nuit du 15 au 16 avril 1944 à Beg-an-Fry, une plage de Guimaëc, près de Morlaix, avec le lieutenant Pierre Roger Duffoir. Dès leur arrivée, ils apprennent que les contacts qu’ils devaient prendre à Guer ne sont plus utilisables. Fin avril, le démantèlement du réseau Labourer prive Racketer de moyens de communication radio avec Londres. Maurice Rouneau fait face à cette grave difficulté en s’appuyant sur le réseau Wheelwhright, grâce à des agents de liaison qui se relayent pour acheminer les messages à radiotélégraphier de Bretagne dans le Midi. Avec le dispositif mis en place par Maurice Rouneau, le réseau Racketter est actif jusqu’à la Libération : opérations de sabotage autour de Rennes, parachutages d’armes à Berrien et à Huelgoat... Des arrestations conduisent Maurice Rouneau, à prendre le maquis. Au moment du débarquement en Normandie, la BBC diffuse les messages à l’intention des groupes de Résistance, avec les phrases sibyllines convenues. Le 1er juin 1944, un premier message d’alerte leur indique qu’ils doivent se tenir prêts pendant une quinzaine à entendre le message d’action. Dans la soirée du 5 juin, les messages d’action sont diffusés, signifiant que le débarquement est déclenché et que les groupes doivent exécuter les plans prévus de sabotage et de guérilla. À l’adresse du réseau Racketter, le message d’alerte pour le plan Rail est : « L’avenue fourmillait d’autos » ; le message d’alerte pour le plan Guérilla/routes : « Accusé, levez-vous ! » ; le message d’action pour le plan Rail : « Le camion est en panne » ; et le message d’action pour le plan Guérilla/routes : « Son innocence est indéniable ». S'agissant du Plan Rail, six équipes commandées par Charles Le Joncourt sabotent avec succès les six cibles ferroviaires désignées, ainsi que les lignes Rennes-Saint-Brieuc, Redon-Quimper et Guer-Plélan-Rennes. De plus, dans le Finistère, les équipes commandées par le Dr Le Jaune coupent toutes les voies ferrées autour de Carhaix : Carhaix-Guingamp, Carhaix-Morlaix et Carhaix-Loudéac . Pour le plan Guérilla/Routes, les groupes de guérilla, sous le commandement de Yves Rouswald de Berrien, entrent en action, attaquent et harcèlent les colonnes allemandes et les groupes isolés, leur infligent de lourdes pertes, s’emparent de leurs armes et font 400 prisonniers. À l’arrivée des Américains, ils leur remettent ces prisonniers ; puis Maurice Rouneau travaille à démasquer les organisations d’espionnage allemandes. Le 25 août, la mission de Racketter est terminée : pour atteindre le front de Normandie, les divisions allemandes de Bretagne ont mis 9 jours et les divisions d’élite d’infanterie et de parachutisme 11 jours. Maurice Rouneau et Pierre Duffoir rentrent à Londres. Maurice Rouneau est remis à la disposition du BCRAL à compter du 1er octobre 1944 en qualité de chargé de mission de première classe, assimilé au grade de capitaine. Il rejoint la DGER à Paris, le 24 novembre. Il est libéré et renvoyé dans ses foyers à compter du 1er mars. 
Après la guerre, il adopte le nom de Maurice Rouneau-Rendier. Il meurt en 1982 à l’hôpital de Rennes.

## Œuvre
Maurice Rouneau-Rendier a écrit ses mémoires de guerre dans un ouvrage intitulé Quatre ans dans l'ombre :
- Édition originale, A. Bousquet, 1948 ;
- Réédition, revue et corrigée, en tant que première partie de Le Réseau Victoire dans le Gers, mémoires du 19 mai 1940 à la Libération, documents rassemblés par Jeanne et Michèle Robert, collection « Témoignages et Récits », Éditions Alan Sutton, 2003,  (ISBN 2-84253-837-4).

Dans cette édition, une deuxième partie est le témoignage de sa femme Jeanne Robert, intitulé « Évasion 1943 (passage des Pyrénées) », pp. 167-192.

## Distinctions
- France : [à préciser]
- Royaume-Uni : croix de membre de l'Ordre de l'Empire britannique (MBE), division militaire, décernée par le Roi George V le 21 juin 1945. Voir encadré :

Capitaine (à titre temporaire) Maurice Henri Rouneau
Cet officier fut débarqué par mer en Bretagne en avril 1944 pour organiser des groupes de sabotage chargés de provoquer le maximum de dislocations dans les transports allemands de ce district.
L’opérateur radio du capitaine Rouneau fut arrêté presqu’aussitôt, le laissant sans aucun moyen de communication avec Londres. Ceci ne le découragea pas et il s’arrangea pour envoyer des messages par un circuit à plusieurs centaines de kilomètres plus au sud. Par ce moyen, il réceptionna des opérations de parachutage et réussit à former et armer un certain nombre de groupes de sabotage en dépit de l’activité de la Gestapo et de la capture de plusieurs de ses hommes et de son matériel. Le Capitaine Rouneau organisa et réalisa plusieurs opérations de sabotage de voies ferrées et, de plus, il commanda des groupes de guérilla armés, tuant nombre d’ennemis et, dans une de ces occasions, faisant 400 prisonniers qu’il remit aux autorités américaines. Ses activités ont aidé considérablement l’avance des Américains dans ce secteur et il continua à fournir des renseignements aux forces américaines pendant quelque temps après que sa position eut été débordée. Le Capitaine Rouneau a accompli de hauts faits avec très peu de moyens.

## Sources primaires (dossiers d’archives)
- Service historique de la défense (SHD), château de Vincennes :
  - Cote GR 17 P 3 : réseau ADOLPHE[16]
  - Cote GR 16 P 295672 : dossier personnel de Résistant de Maurice Rouneau.
- (en) National Archives (Kew, Angleterre) : 
  - HS/9/1285/7 : Interview with M H Rouneau, 3 February 1945.